# Mirzapur (serie televisiva)
Mirzapur è una serie televisiva indiana prodotta da Amazon Studios e Excel Entertainment. La serie è stata girata principalmente a Mirzapur, con alcune scene a Jaunpur, Azamgarh, Ghazipur, Lucknow e Gorakhpur. Dopo la prima stagione, composta da 9 episodi, la serie è stata rinnovata per una seconda stagione, composta da 10 episodi, uscita nel 2020.

## Trama
La serie segue le vicende di alcune bande di mafiosi coinvolti negli affari di droga ed armi nella città di Mirzapur nello stato indiano dell'Uttar Pradesh.

## Episodi
| Stagione         | Episodi | Pubblicazione |
| ---------------- | ------- | ------------- |
| Prima stagione   | 9       | 2018          |
| Seconda stagione | 10      | 2020          |